# Ryūta Kanai
Ryūta Kanai (japanisch 金井 隆太 Kanai Ryūta; * 16. August 1989 in der Präfektur Kanagawa) ist ein japanischer Fußballspieler.

## Karriere
Kanai erlernte das Fußballspielen in der Schulmannschaft der Nihon University Fujisawa High School und der Universitätsmannschaft der Tokai-Universität. Seinen ersten Vertrag unterschrieb er 2012 bei Vanraure Hachinohe. Am Ende der Saison 2013 stieg der Verein in die Japan Football League auf. Am Ende der Saison 2018 stieg der Verein in die J3 League auf. Für den Verein absolvierte er 99 Ligaspiele. Ende 2019 beendete er seine Karriere als Fußballspieler.